# Gert Engels
Gert Engels (Düren, 26 april 1957) is een Duits voetbaltrainer.

## Carrière
In 1998 werd Engels coach van Yokohama Flügels. In 1998 werd de Beker van de keizer gewonnen. Hij tekende in 1999 bij JEF United Ichihara. Tussen 2000 en 2003 trainde hij Kyoto Purple Sanga. In 2002 werd de Beker van de keizer gewonnen.